# Neocorestheta baloghi
Neocorestheta baloghi là một loài bọ cánh cứng trong họ Cerambycidae.